# Greensboro (Carolina del Norte)
Greensboro es una ciudad del norte de Carolina del Norte, Estados Unidos. En el año 2010 tenía 269 666 habitantes, en tanto que el Área metropolitana de Greensboro-High Point tenía 723 801 habitantes.

## Historia
La ciudad fue fundada en 1808 como capital de condado, siendo nombrada por el general Nathanael Greene. Hacia el final de la guerra civil estadounidense, entre el 11 de abril de 1865 y su rendición al ejército de la Unión el 26, Greensboro fue temporalmente la capital tanto de la Confederación como de Carolina del Norte. El tenista John Isner es uno de sus ciudadanos más importantes y relevantes de la historia.

## Clima
| Parámetros climáticos promedio de Greensboro, Carolina del Norte (Aeropuerto Internacional Piedmont Triad), normales 1991–2020 normals, extremos 1903–presente | Parámetros climáticos promedio de Greensboro, Carolina del Norte (Aeropuerto Internacional Piedmont Triad), normales 1991–2020 normals, extremos 1903–presente | Parámetros climáticos promedio de Greensboro, Carolina del Norte (Aeropuerto Internacional Piedmont Triad), normales 1991–2020 normals, extremos 1903–presente | Parámetros climáticos promedio de Greensboro, Carolina del Norte (Aeropuerto Internacional Piedmont Triad), normales 1991–2020 normals, extremos 1903–presente | Parámetros climáticos promedio de Greensboro, Carolina del Norte (Aeropuerto Internacional Piedmont Triad), normales 1991–2020 normals, extremos 1903–presente | Parámetros climáticos promedio de Greensboro, Carolina del Norte (Aeropuerto Internacional Piedmont Triad), normales 1991–2020 normals, extremos 1903–presente | Parámetros climáticos promedio de Greensboro, Carolina del Norte (Aeropuerto Internacional Piedmont Triad), normales 1991–2020 normals, extremos 1903–presente | Parámetros climáticos promedio de Greensboro, Carolina del Norte (Aeropuerto Internacional Piedmont Triad), normales 1991–2020 normals, extremos 1903–presente | Parámetros climáticos promedio de Greensboro, Carolina del Norte (Aeropuerto Internacional Piedmont Triad), normales 1991–2020 normals, extremos 1903–presente | Parámetros climáticos promedio de Greensboro, Carolina del Norte (Aeropuerto Internacional Piedmont Triad), normales 1991–2020 normals, extremos 1903–presente | Parámetros climáticos promedio de Greensboro, Carolina del Norte (Aeropuerto Internacional Piedmont Triad), normales 1991–2020 normals, extremos 1903–presente | Parámetros climáticos promedio de Greensboro, Carolina del Norte (Aeropuerto Internacional Piedmont Triad), normales 1991–2020 normals, extremos 1903–presente | Parámetros climáticos promedio de Greensboro, Carolina del Norte (Aeropuerto Internacional Piedmont Triad), normales 1991–2020 normals, extremos 1903–presente | Parámetros climáticos promedio de Greensboro, Carolina del Norte (Aeropuerto Internacional Piedmont Triad), normales 1991–2020 normals, extremos 1903–presente |
| Mes | Ene. | Feb. | Mar. | Abr. | May. | Jun. | Jul. | Ago. | Sep. | Oct. | Nov. | Dic. | Anual |
| --- | --- | --- | --- | --- | --- | --- | --- | --- | --- | --- | --- | --- | --- |
| Temp. máx. abs. (°C) | 26.1 | 27.2 | 33.9 | 35 | 37.8 | 40 | 40 | 39.4 | 38.3 | 35 | 29.4 | 25.6 | 40 |
| Temp. máx. media (°C) | 9.6 | 11.8 | 16.3 | 21.7 | 25.6 | 29.6 | 31.4 | 30.3 | 26.9 | 21.7 | 15.9 | 11.1 | 21 |
| Temp. media (°C) | 4.3 | 6.1 | 10.2 | 15.2 | 19.7 | 24.1 | 26.1 | 25.2 | 21.7 | 15.7 | 9.8 | 5.8 | 15.3 |
| Temp. mín. media (°C) | -1.1 | 0.4 | 4.1 | 8.8 | 13.9 | 18.6 | 20.7 | 20 | 16.4 | 9.7 | 3.8 | 0.6 | 9.7 |
| Temp. mín. abs. (°C) | -22.2 | -20 | -15 | -6.7 | 0 | 5.6 | 8.9 | 7.2 | 1.7 | -6.7 | -12.2 | -18.3 | -22.2 |
| Precipitación total (mm) | 86.1 | 71.4 | 94.5 | 96 | 88.6 | 103.9 | 106.2 | 110.7 | 116.6 | 78.7 | 83.1 | 80.5 | 1116.3 |
| Nevadas (cm) | 7.4 | 5.1 | 2.3 | 0 | 0 | 0 | 0 | 0 | 0 | 0 | 0.3 | 3 | 18 |
| Días de precipitaciones (≥ 0.2 mm) | 9.8 | 9.5 | 10.9 | 9.7 | 10.8 | 10.6 | 11.3 | 10.2 | 8.3 | 7.5 | 8.2 | 9.2 | 116.0 |
| Días de nevadas (≥ 0.2 cm) | 1.3 | 1.4 | 0.5 | 0.0 | 0.0 | 0.0 | 0.0 | 0.0 | 0.0 | 0.0 | 0.1 | 0.6 | 3.9 |
| Horas de sol | 169.6 | 174.5 | 228.6 | 246.1 | 261.9 | 270.3 | 270.1 | 249.3 | 223.9 | 218.6 | 174.7 | 163.3 | 2650.9 |
| Humedad relativa (%) | 67.4 | 64.0 | 62.7 | 60.9 | 69.8 | 72.7 | 75.4 | 76.4 | 75.9 | 72.2 | 68.5 | 68.5 | 69.5 |
| Fuente: NOAA (humedad y horas de sol 1961–1990) | | | | | | | | | | | | | |

| Parámetros climáticos promedio de GREENSBORO WTP, NC (normales 1991-2020) | Parámetros climáticos promedio de GREENSBORO WTP, NC (normales 1991-2020) | Parámetros climáticos promedio de GREENSBORO WTP, NC (normales 1991-2020) | Parámetros climáticos promedio de GREENSBORO WTP, NC (normales 1991-2020) | Parámetros climáticos promedio de GREENSBORO WTP, NC (normales 1991-2020) | Parámetros climáticos promedio de GREENSBORO WTP, NC (normales 1991-2020) | Parámetros climáticos promedio de GREENSBORO WTP, NC (normales 1991-2020) | Parámetros climáticos promedio de GREENSBORO WTP, NC (normales 1991-2020) | Parámetros climáticos promedio de GREENSBORO WTP, NC (normales 1991-2020) | Parámetros climáticos promedio de GREENSBORO WTP, NC (normales 1991-2020) | Parámetros climáticos promedio de GREENSBORO WTP, NC (normales 1991-2020) | Parámetros climáticos promedio de GREENSBORO WTP, NC (normales 1991-2020) | Parámetros climáticos promedio de GREENSBORO WTP, NC (normales 1991-2020) | Parámetros climáticos promedio de GREENSBORO WTP, NC (normales 1991-2020) |
| Mes                                                                       | Ene.                                                                      | Feb.                                                                      | Mar.                                                                      | Abr.                                                                      | May.                                                                      | Jun.                                                                      | Jul.                                                                      | Ago.                                                                      | Sep.                                                                      | Oct.                                                                      | Nov.                                                                      | Dic.                                                                      | Anual                                                                     |
| ------------------------------------------------------------------------- | ------------------------------------------------------------------------- | ------------------------------------------------------------------------- | ------------------------------------------------------------------------- | ------------------------------------------------------------------------- | ------------------------------------------------------------------------- | ------------------------------------------------------------------------- | ------------------------------------------------------------------------- | ------------------------------------------------------------------------- | ------------------------------------------------------------------------- | ------------------------------------------------------------------------- | ------------------------------------------------------------------------- | ------------------------------------------------------------------------- | ------------------------------------------------------------------------- |
| Temp. máx. abs. (°C)                                                      | 26.7                                                                      | 27.8                                                                      | 30                                                                        | 33.3                                                                      | 35.6                                                                      | 40                                                                        | 40                                                                        | 38.9                                                                      | 38.3                                                                      | 35                                                                        | 31.1                                                                      | 26.1                                                                      | 40                                                                        |
| Temp. máx. media (°C)                                                     | 10                                                                        | 12.3                                                                      | 16.6                                                                      | 21.9                                                                      | 26.1                                                                      | 29.5                                                                      | 31.4                                                                      | 30.3                                                                      | 27                                                                        | 21.9                                                                      | 15.8                                                                      | 11.4                                                                      | 21.2                                                                      |
| Temp. media (°C)                                                          | 4.4                                                                       | 6.4                                                                       | 10.3                                                                      | 15.4                                                                      | 20.2                                                                      | 23.9                                                                      | 26.4                                                                      | 25.2                                                                      | 21.6                                                                      | 15.7                                                                      | 9.8                                                                       | 5.9                                                                       | 15.4                                                                      |
| Temp. mín. media (°C)                                                     | -1.2                                                                      | 0.4                                                                       | 4.1                                                                       | 9                                                                         | 14.2                                                                      | 18.3                                                                      | 21.4                                                                      | 20.1                                                                      | 16.2                                                                      | 9.5                                                                       | 3.8                                                                       | 0.4                                                                       | 9.7                                                                       |
| Temp. mín. abs. (°C)                                                      | -18.3                                                                     | -16.1                                                                     | -15                                                                       | -5.6                                                                      | 0.6                                                                       | 5.6                                                                       | 7.8                                                                       | 6.7                                                                       | 2.2                                                                       | -5.6                                                                      | -11.7                                                                     | -17.2                                                                     | -18.3                                                                     |
| Precipitación total (mm)                                                  | 81.5                                                                      | 64.8                                                                      | 94.5                                                                      | 92.2                                                                      | 83.8                                                                      | 130                                                                       | 147.3                                                                     | 115.1                                                                     | 111                                                                       | 80.8                                                                      | 77.5                                                                      | 87.1                                                                      | 1165.6                                                                    |
| Días de precipitaciones (≥ 0.2 mm)                                        | 8.7                                                                       | 9.1                                                                       | 9.6                                                                       | 8.5                                                                       | 10.4                                                                      | 9.9                                                                       | 8.7                                                                       | 10.5                                                                      | 8.2                                                                       | 7.3                                                                       | 7.8                                                                       | 9.4                                                                       | 108.1                                                                     |
| Fuente: NOAA                                                              |                                                                           |                                                                           |                                                                           |                                                                           |                                                                           |                                                                           |                                                                           |                                                                           |                                                                           |                                                                           |                                                                           |                                                                           |                                                                           |

## Economía y Educación
Es un gran punto de distribución mayorista y un importante centro de aseguradoras. La industria textil domina su diversificada economía. Es la sede de varios colegios y universidades, entre ellas un campus de la Universidad de Carolina del Norte y la Universidad Estatal A&T de Carolina del Norte.

## Deportes
Los UNC Greensboro Spartans juegan en la Southern Conference, mientras que los Greensboro Swarm juegan en la NBA Development League a partir de la temporada 2016/17. Asimismo, la ciudad es sede de la Atlantic Coast Conference. El Greensboro Coliseum Complex ha albergado numerosas competiciones deportivas, entre ellas el Torneo de la División I de Baloncesto Masculino de la NCAA de 1974.